# Incubite
Incubite war eine deutsche Aggrotech-Formation aus Essen. 

## Geschichte
Incubite wurde Anfang 2009 von dem Musikproduzenten Neill Freiwald in Essen gegründet, der fortan als Neill Oblivion für die Band tätig war. Nachdem man sich zunächst Rhythm-’n’-Noise-Klängen gewidmet hatte, erfolgt die erste Veröffentlichung des Songs Muschitanz auf der eigens vertriebenen Demo Aphasie.
Anfang 2010 folgte ein Plattenvertrag beim deutschen Label Dark Dimensions/ProNoize. Daraufhin spielte die Band erste Live-Auftritte, darunter auch in der Schweiz und auf dem 35. Dark Dance Treffen im Schwarzwald. Zeitgleich trennte sich Neill Oblivion von seiner bisherigen Live-Keyboarderin Jasmin Mews und berief Miss Meow in die Band. Anfang 2011 erschien das Langspiel-Debüt Toxicum auf ProNoize im Vertrieb von Broken Silence.
Kurz darauf spielte die Band mehrere Auftritte im Vorprogramm von Combichrist und Agonoize. Im Juni 2011 verließ Miss Meow die Band, daraufhin trat Jonaez Ignite bei. Ende 2011 kündigte die Band für das Jahr 2012 ihren zweiten Longplayer Riot Trigger an. Wenig später stieß Alex LaCroix als Gitarrist dazu. Ihr angekündigtes Album reduzierte die Band auf die Länge einer EP und brachte diese mit dem Namen Collision Course am 23. November 2012 auf den Markt. Infolgedessen wurde Pharmaboy als Schlagzeuger in die Band geholt, um das Line-Up zu vervollständigen. Ende 2013 gab die Band ihre Auflösung aufgrund Zeitmangel bekannt und spielten 2014 ihr letztes Konzert.

## Stil
Die Musik von Incubite orientiert sich an der zeitgemäßen Clubmusik der Schwarzen Szene und wird analog zu S.A.M., [x]-Rx und Nachtmahr im Grenzbereich von Electro und Techno verortet.

## Diskografie
Alben
- 2011: Toxicum (ProNoize/Broken Silence, Jewelcase)

EPs
- 2009: Aphasie (Demo, Eigenvertrieb, Digipak)
- 2012: Collision Course (ProNoize/Broken Silence, Jewelcase)

Samplerbeiträge
- 2009: Muschitanz (Extreme Lustlieder 3, UpScene/Indigo)
- 2010: Ich Hasse Dich (Extreme Sündenfall 10, UpScene/Indigo)